# Escuadrilla España
La Escuadrilla "España" fue una unidad aérea compuesta por voluntarios internacionales que participó en la Guerra Civil Española y que estuvo organizada por el escritor y político francés André Malraux. Jugó un importante papel durante los primeros meses de la contienda, antes de la llegada de equipo y personal de la Unión Soviética.

## Historial
Después de producirse el golpe de Estado de julio de 1936, el gobierno republicano pidió ayuda al gobierno francés del Frente Popular liderado por el socialista León Blum. Inicialmente, el gobierno galo contestó afirmativamente y envió municiones, bombas, armas ligeras y varias decenas de aviones. Pero la instauración del Comité de No Intervención significó el fin de los envíos militares, ante lo cual el político e intelectual francés André Malraux comenzó a buscar pilotos voluntarios para combatir en España. Pronto obtuvo autorización de las autoridades republicanas para formar una Escuadrilla, logrando reunir una veintena de aviones, junto a varios pilotos mercenarios y personal técnico (mecánicos, logística y un intérprete).

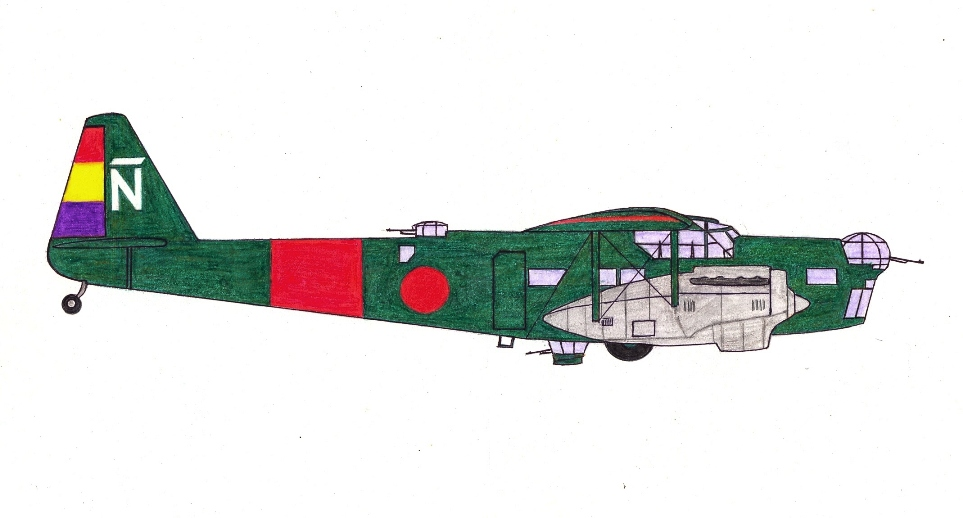
Representación del Potez 540 "Ñ" perteneciente a la Escuadrilla "España".

Al comienzo la escuadrilla operó principalmente con aparatos Dewoitine D.371, Loire 46 y Potez 540.
Su primera intervención se produjo durante la Campaña de Extremadura, con el bombardeo de las Fuerzas sublevadas en Medellín y la casi total destrucción de una sección de la Columna de Asensio Cabanillas. Continuaron operando en el Frente del Centro durante los meses de septiembre y octubre. Cuando se produjo la creación de las Brigadas Internacionales, Malraux consiguió que la escuadrilla se mantuviera independiente de su estructura. En diciembre de 1936 la escuadrilla marchó al Frente de Aragón para apoyar en el aire una ofensiva republicana sobre Teruel, que finalmente fracasó. Durante esta operación el derribo del bombardero Potez 540 "Ñ" en la Sierra de Gúdar fue el que inspiró a André Malraux en su novela L'Espoir ("La Esperanza"). Generalmente se sitúa la última intervención de la unidad durante la Batalla de Málaga, cubriendo la retirada republicana en la carretera de Málaga-Almería, mientras que algunos autores la sitúan en la Batalla de Guadalajara. Para entonces la escuadrilla se encontraba muy debilitada por las pérdidas de hombres y aviones, integrándose sus restos en las unidades regulares de las Fuerzas Aéreas de la República Española (FARE).
La Escuadrilla "España" llegó a tener 130 miembros y realizó 23 misiones de guerra.

## Estructura y organización
Inicialmente André Malraux logró reunir una veintena de aviones y una docena de pilotos mercenarios (aunque algunos de ellos combatieron puramente por motivos  ideológicos). Al comienzo solo había pilotos franceses, pero se fueron incorporando norteamericanos, italianos, alemanes y polacos. En el momento de firmar los contratos, Malraux aseguró sueldos de 50.000 pesetas de la época, aunque esta circunstancia solo sería para algunos pilotos en concreto y no duró más allá de varias semanas. La escuadrilla tuvo su primera base en Barcelona y más tarde se trasladaron al madrileño Aeropuerto de Barajas, donde los pilotos fueron alojados en el Hotel Florida. Más adelante los cazas operaron desde la Base aérea de Getafe y desde la aeródromo de Alcalá de Henares, mientras que la sección de bombarderos (20 en total) lo hizo desde Barajas.
Malraux llegó a participar en algunas misiones. El 27 de diciembre de 1936 sufrió un accidente mientras operaba sobre el Frente de Teruel, por lo que Abel Guidez le sustituyó en el mando. Inicialmente Guidez había sido elegido para comandar la sección de cazas.